# Arenicolidae
Famille
Les Arenicolidae sont une famille de vers annélides polychètes vivant dans le sable et les vases. Ils sont pour la plupart détritivores mais certains se nourrissent d'algues.

## Description

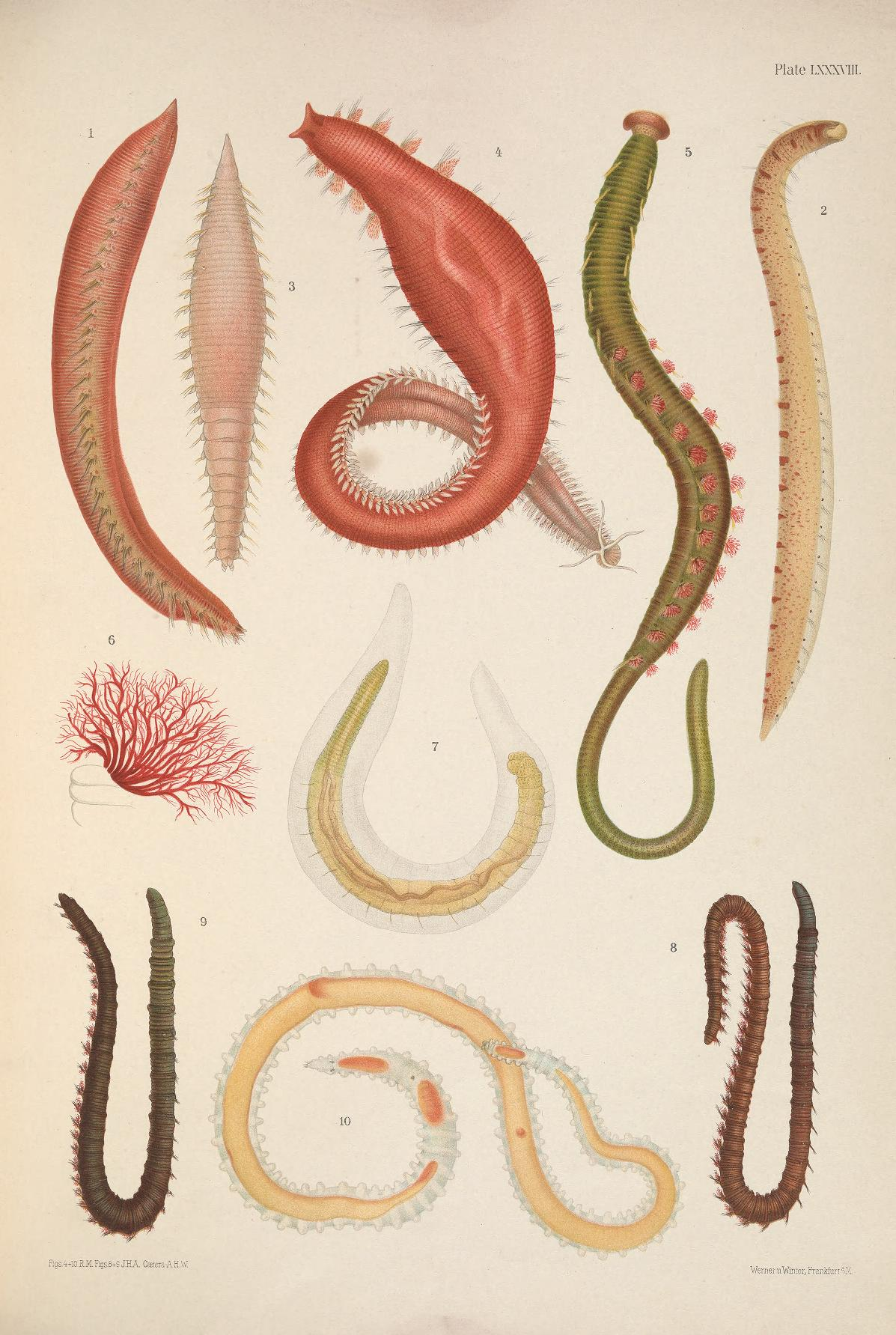
Arenicolidæ (figs 5-9).

Ils se caractérisent par un corps fusiforme où l'on distingue trois sections : la section antérieure ou prostomium est imberbe et dépourvue d'appendice ou de pédipalpe. Sur le reste du corps, les soies sont sporadiques, même sur le rostre. Les notopodes sont mal dégrossies et les neuropodes sont des tubes allongés formant chez certaines annélides des pointes hérissées. La fonction de ces soies parapodes est tantôt motrice, tantôt stabilisatrice ; les soies neurosètes sont des points d'accrochage pour le rostre. Certains annélides présentent des branchies à leur section centrale ou postérieure. Les vers arénicoles, hormis le genre Branchiomaldane, sont bien distincts des autres polychètes et se reconnaissent facilement à leur épaisse cuticule et leurs branchies recouvertes de soies abondantes.

## Liste des genres
Selon World Register of Marine Species (15 avril 2015) :
- genre Abarenicola Wells, 1959
- genre Arenicola Lamarck, 1801
- genre Arenicolides Mesnil, 1898
- genre Branchiomaldane Langerhans, 1881
- genre Clymenides
- genre Eruca
- genre Protocapitella

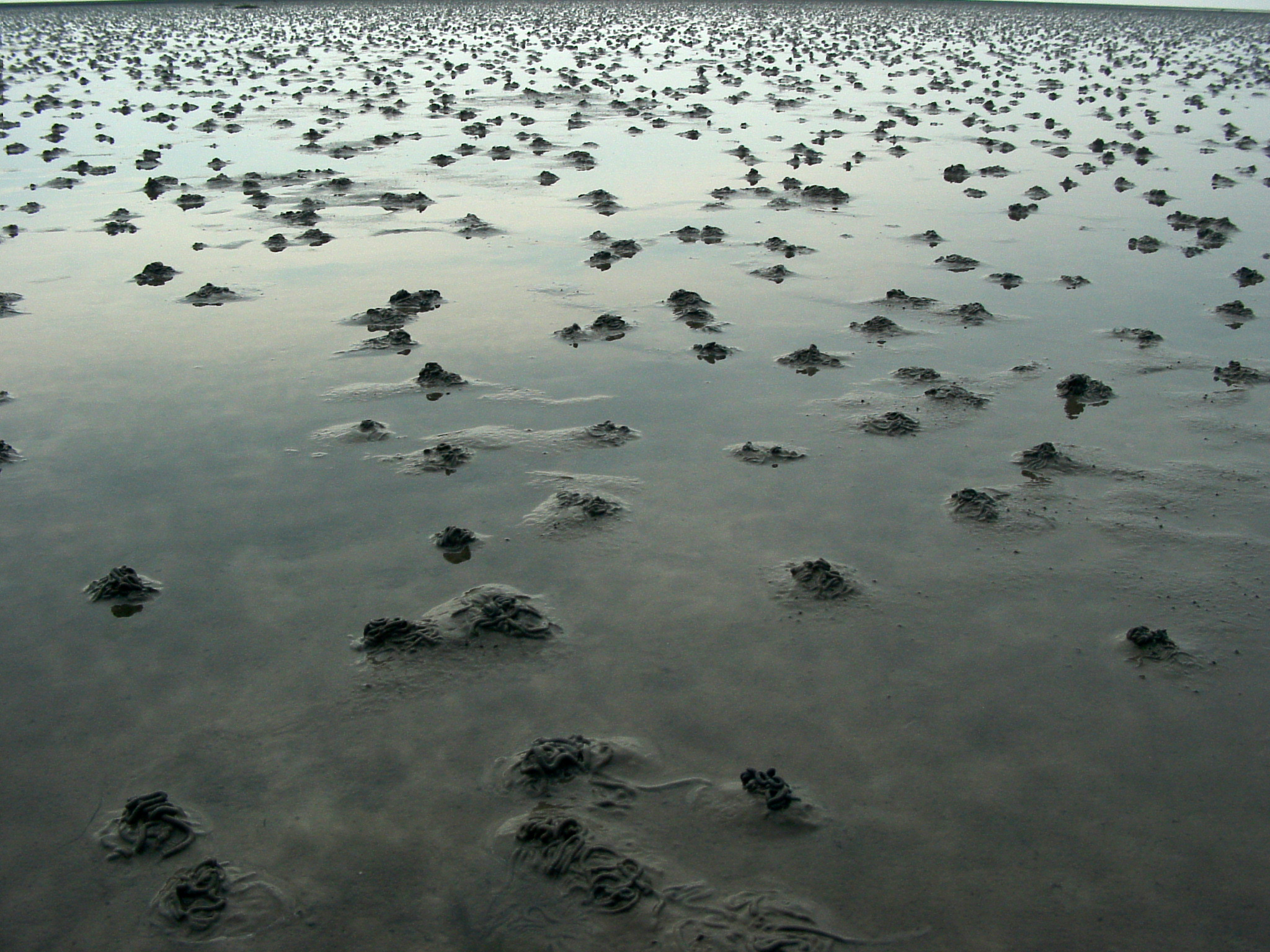
Plage habitée par des arénicoles
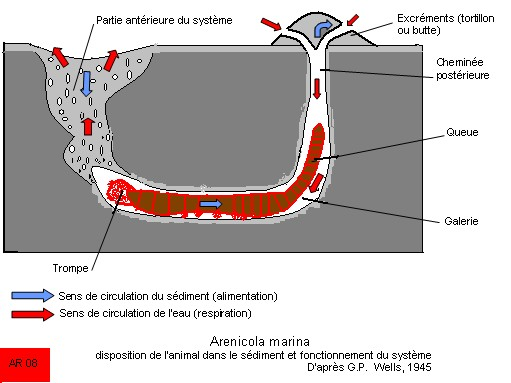
Mode de vie
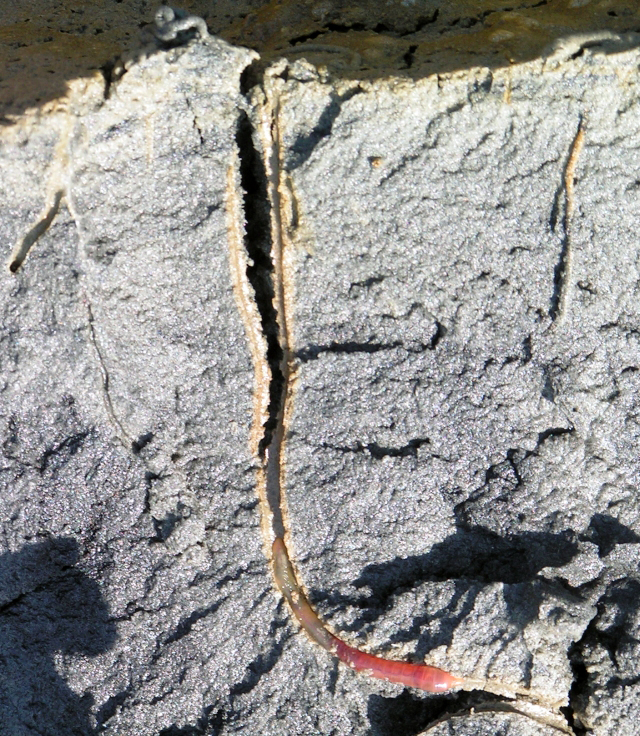
Vasière à arénicole en coupe
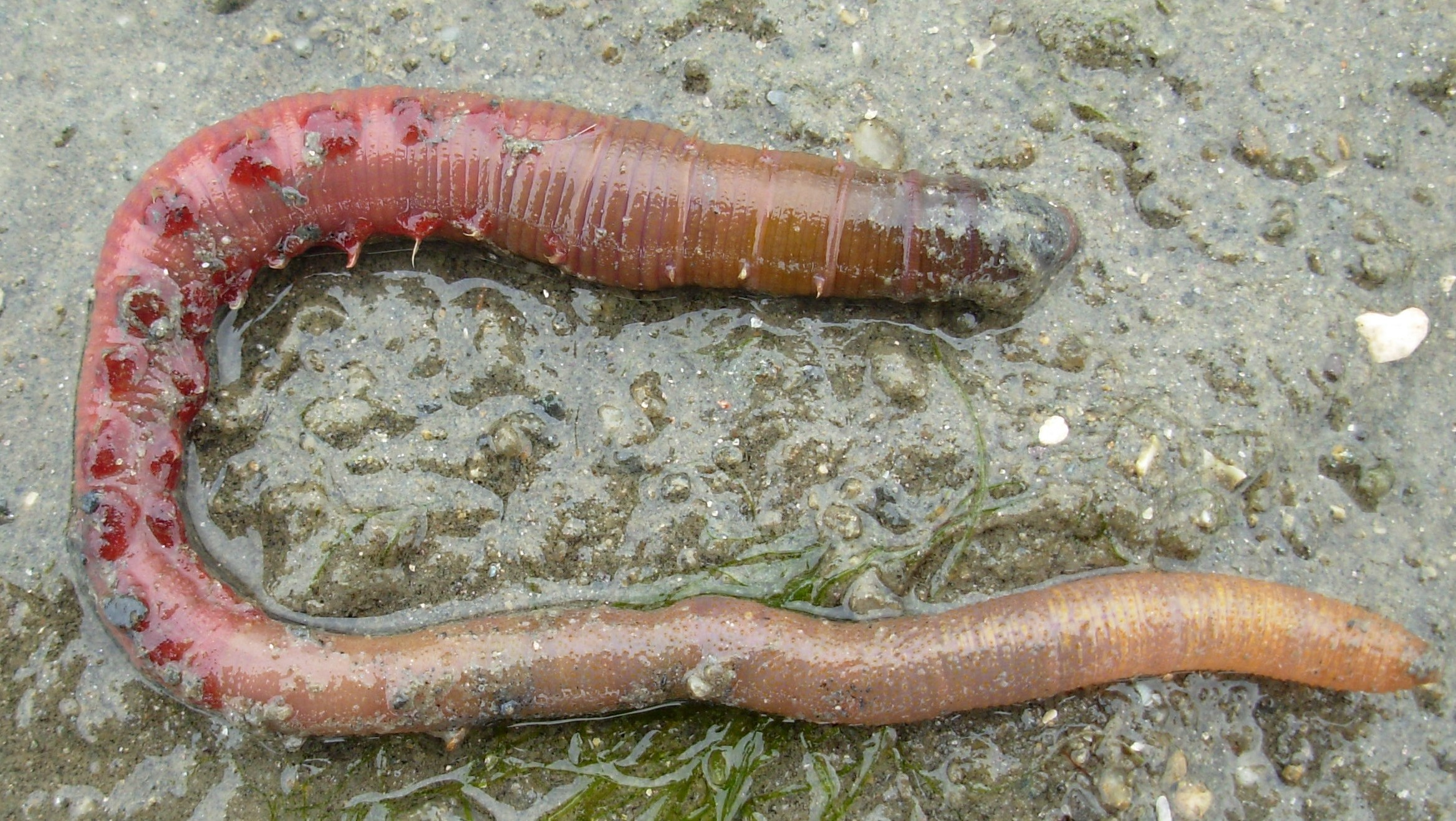
Arenicola marina